# イエン・チリト
イエン・チリト（クメール語: អៀង ធីរិទ្ធ / Ieng Thirith, 1932年3月10日 - 2015年8月22日）は、カンボジアの政治家。民主カンプチア政権で社会問題相を務めた。
クメール・ルージュの指導者の一員であると同時に、イエン・サリの妻。イエン・シリト、イエン・ティリトとも。

## 経歴
イエン・チリトは1932年、フランスの保護国のカンボジアのバタンバン州に、裁判官の娘として生まれた。姉には、後にポル・ポトの最初の妻となるキュー・ポナリーがいる。イエン家は王族とも親しい上流中の上流階級であった。
他のクメール・ルージュの指導者の多くと同じく高学歴で、当時のカンボジアの最高学府であるリセ・シソワットを卒業し、奨学金でパリに留学してシェークスピアを研究した。夫イエン・サリとは国内の学生時代に婚約し、1951年夏にパリ15区役所で結婚している。
帰国後は、自らカンボジア初の英語教育校であるクメール英国高校を設立し、校長として教師生活を送った。しかし、1963年2月の暴動を機に左翼への弾圧が強化されると、夫イエン・サリは地下に潜り、1965年にはチリトも後を追った。
右派ロン・ノル政権との内戦中、1973年12月3日にカンプチア王国民族連合政府人民教育・青年相に任命される。
1976年4月14日に民主カンプチア政権が樹立されると、ポル・ポト内閣の社会問題相に就任し、政権運営に深く関与した。このため、当政権による大量虐殺に責任を負うことになる。
2007年11月12日、夫と共にプノンペン南部の自宅で逮捕され、カンボジア特別法廷において刑事責任が問われることとなった。しかし2012年9月13日、認知症のために「訴訟能力がない」として、訴追せず身柄を釈放された。
2015年8月22日、カンボジア西部のパイリンで死去。83歳没。